# Jodi Bieber
Jodi Bieber, född 1966 i Johannesburg, är en sydafrikansk fotograf.
Jodi Bieber var lärling till Ken Oosterbroek 1993. Hon arbetade i Sydafrika fram till 1996 då hon fick anställning hon The New York Times. År 2000 fotograferade hon Ebolautbrottet i Uganda för tidningen. Mellan 1994 och 2004 låg hennes fokus på att fotografera sydafrikanska ungdomar i samhällets utkanter. Detta arbete utmynnande i boken Between Dogs and Wolves – Growing up with South Africa som gavs ut i fem länder år 2006.
År 2010 tilldelades hon World Press Photo of the Year för sin bild av Bibi Aisha, en kvinna från Afghanistan vars ansikte tillfogats svåra skador när hon försökte lämna sin make. Hon hade tidigare tilldelats fem World Press Photo-priser i tävlingens övriga kategorier.